# Mogelsberg
Mogelsberg (toponimo tedesco) è una frazione di 2 159 abitanti del comune svizzero di Neckertal, nel Canton San Gallo (distretto del Toggenburgo).

## Geografia fisica
Mogelsberg si trova nella basse valle del fiume Necker.

## Storia

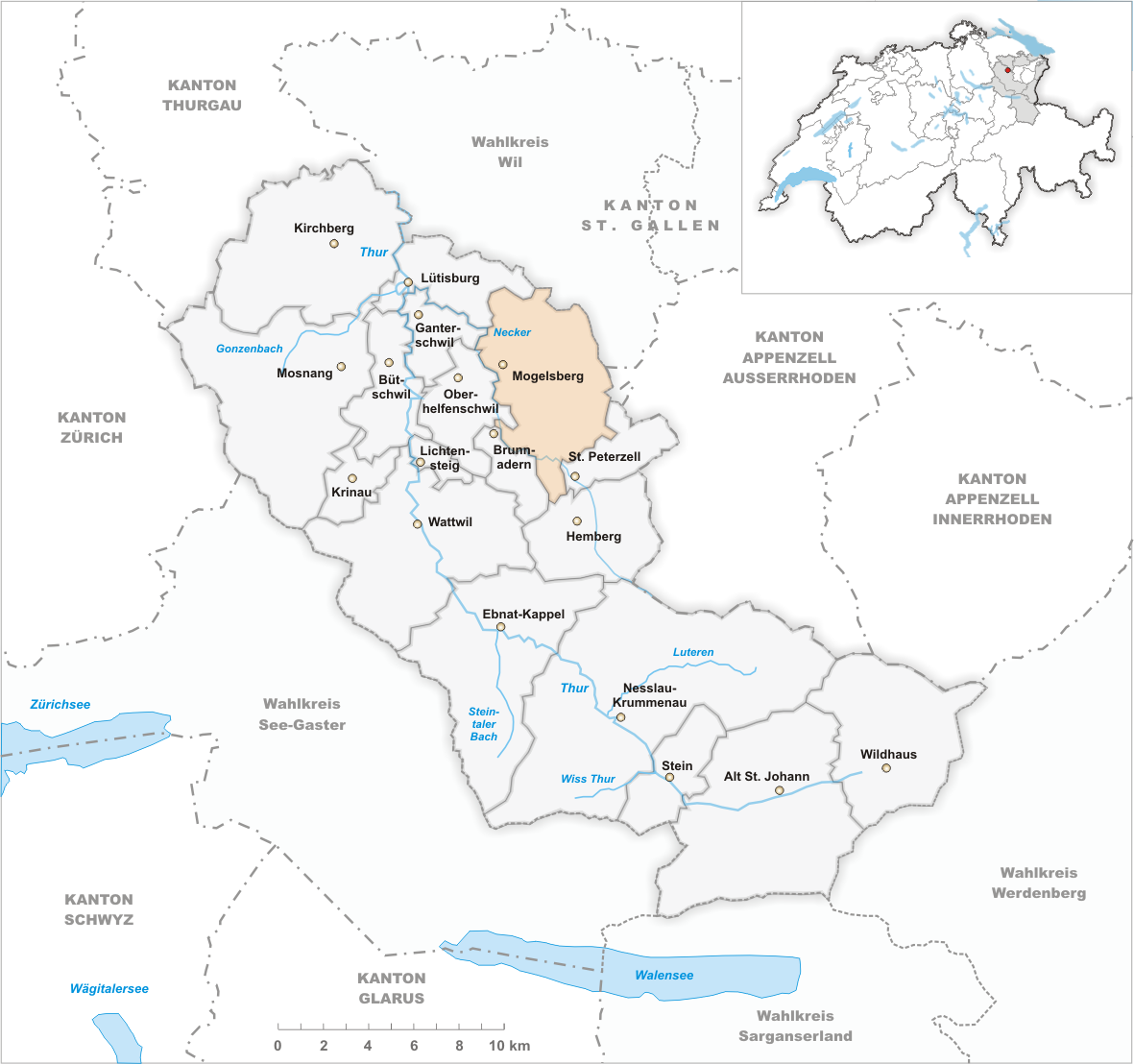
Il territorio del comune di Mogelsberg prima degli accorpamenti comunali del 2009

Già comune autonomo istituito nel 1803, si estendeva per 32,96 km² e comprendeva anche le frazioni di Dicken, Dieselbach, Ebersol, Furt (in parte nel territorio di Brunnadern), Hoffeld, Nassen e Necker; il 1º gennaio 2009 è stato accorpato agli altri comuni soppressi di Brunnadern e Sankt Peterzell per formare il nuovo comune di Neckertal, del quale Mogelsberg è sede municipale.

## Monumenti e luoghi d'interesse
- Chiesa paritaria di San Giacomo, eretta nel 1810 in luogo della chiesa di San Nicola attestata dal 1275[1].

## Società

### Evoluzione demografica
L'evoluzione demografica è riportata nella seguente tabella:
Abitanti censiti

## Economia
L'economia locale si basa prevalentemente su agricoltura, artigianato, piccola industria e turismo.

## Infrastrutture e trasporti

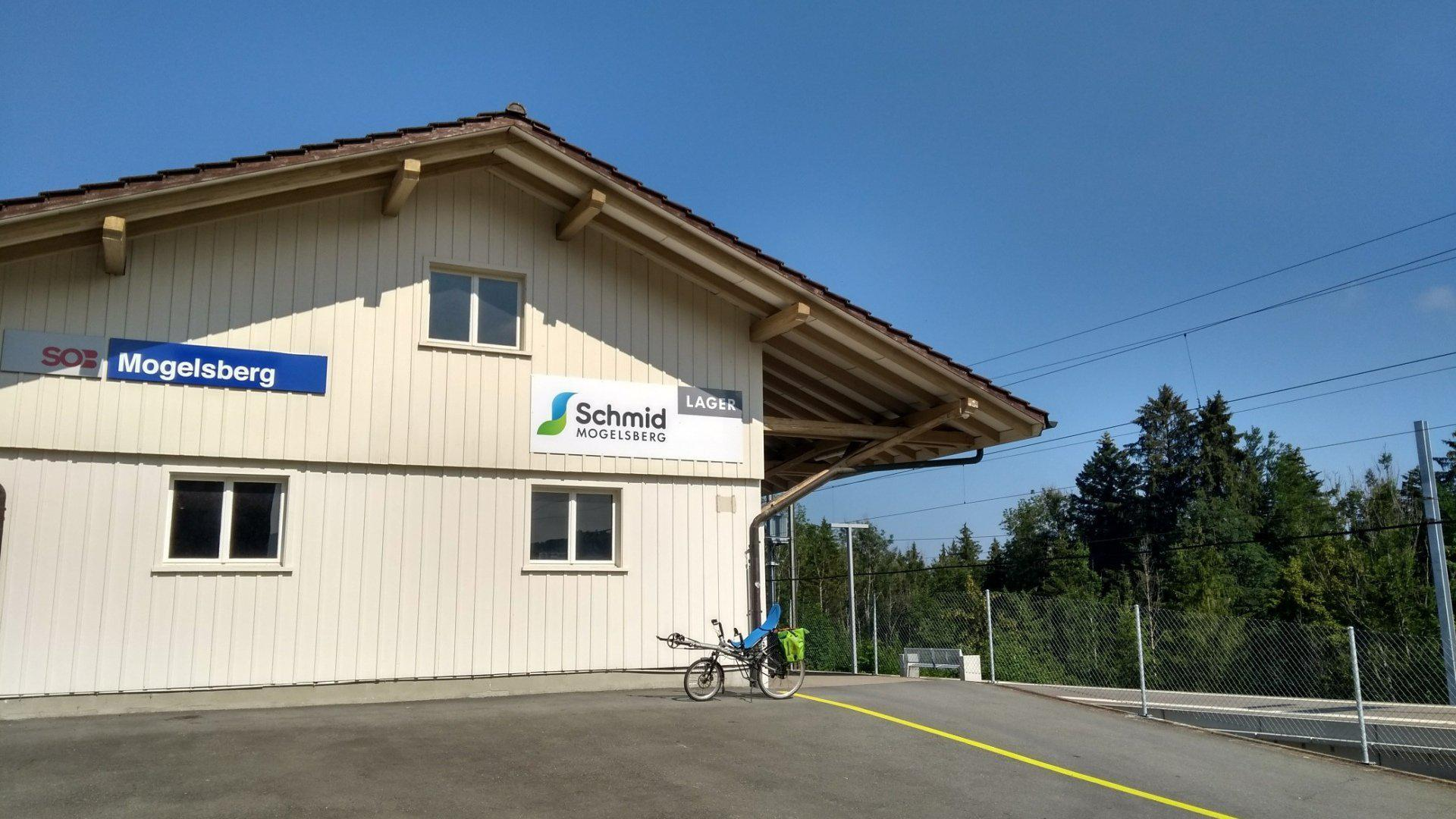
La stazione di Mogelsberg

Mogelsberg è attraversato dalla strada principale 8 ed è servito dall'omonima stazione sulla ferrovia lago di Costanza-Toggenburgo (linea S8 della rete celere di San Gallo).